# 平井祥恵
平井 祥恵（ひらい さちえ、4月19日 - ）は、日本の女性声優。奈良県出身。賢プロダクション所属。

## 略歴
奈良県の片隅で誕生。
学生時代は水泳、サッカー、バレーボール、ソフトテニスの教室、部活を経験。
スクールデュオ11期卒業後に賢プロダクション預かりとなる。
アニメ『サザエさん』では、2016年7月24日放送回に初出演し、その後はゲストキャラクターや脇役、端役などでレギュラー出演する。2025年6月以降、桂玲子の後任として波野イクラ役を担当。

## 人物
趣味・特技は関西弁、写真の撮影、人間観察、歌。

## 出演
太字はメインキャラクター。

### テレビアニメ
2012年
- 宇宙兄弟（JAXA先輩ガイド、ツンツン頭の少年）

2014年
- 風雲維新ダイ☆ショーグン（町娘2）
- パックワールド（2014年 - 2015年、幼い子供、ギャビー）
- LOVE STAGE!!（子供龍馬、女子A、ビスキュイ、インタビュアー、コメンテーター 他）
- 棺姫のチャイカ AVENGING BATTLE（ニーヴァ・ラーダ）

2015年
- FAIRY TAIL（女子）
- 響け!ユーフォニアム（2015年 - 2016年、吹奏楽部員） - 2シリーズ
- 空戦魔導士候補生の教官（女子A、女子B、女子アナ）
- 俺物語!!（小学生1）
- コンクリート・レボルティオ〜超人幻想〜（2015年 - 2016年、ナナ） - 2シリーズ

2016年
- ハルチカ〜ハルタとチカは青春する〜（天野の妻、新聞部員、青木純子）
- ジョーカー・ゲーム（有崎家使用人）
- サザエさん（2016年 - 、OL、サダオ、あかり、ハナの母、イカコ〈4代目〉、大島みゆき〈4代目〉、未希、リカちゃんのママ〈3代目〉、星宮、イクラ〈2代目〉 他）

2019年
- CIRCLET PRINCESS（関口サリナ）

### 劇場アニメ
- 劇場版 マクロスF 恋離飛翼 〜サヨナラノツバサ〜（2011年）
- 響け!ユーフォニアム（2016年 - 2017年、吹奏楽部員） - 2作品[一覧 3]
- PSYCHO-PASS サイコパス Sinners of the System Case.1 罪と罰（2019年、久々利武弥）

### OVA
- 無邪気の楽園（2014年、神山真夏）
- 響け！ユーフォニアム「かけだすモナカ」（2015年、チームもなか） - 第1期Blu-ray第7巻収録番外編

### Webアニメ
- 佐賀県を巡るアニメーション【冬の誓い　夏の祭り　武雄の大楠】（颯太〈子供時代〉[8][9]、生徒たち）
- 〈物語〉シリーズ オフ&モンスターシーズン（2024年、海川にかわ）

### ゲーム
2010年代
- イナズマイレブンGO2 クロノ・ストーン（2012年、歓声 他）
- NORN9 ノルン+ノネット（2013年）
- セーラーゾンビ〜AKB48 アーケード・エディション〜（2014年）
- 魔女王（2014年、エドガー子供時代）
- ヴァルキリーアナトミア -ジ・オリジン-（2016年、クロエ）
- かんぱに☆ガールズ（2017年、テレージア・ヴィーク）
- グランドサマナーズ（2018年、豪炎拳姫ディアナ）

2020年代
- ブルーアーカイブ -Blue Archive-（2022年 - 2023年、池倉マリナ）
- ストリートファイター6（2023年、市民）
- アークナイツ（2024年、サベージ〈2代目〉）
- まじかる☆クリっと依久乃ちゃん（2025年、リズ）

### 吹き替え

#### 映画
- アサシン・クラブ
- ホステル3（ニッキー〈ズライ・エナオ〉）
- ラ・ワン（イスキ・リー）
- カルテット! 人生のオペラハウス（アンジェリーク）
- ワールド・オン・ファイアー（アンドレア）
- レジェンド・オブ・メダリオン -時空を越えた秘密の島-（ビリー・アンガー〈ビリー・ストーン〉）
- ストレージ24（ルーシー〈エイミー・ペンバートン〉）
- サイレイト・ワールド2013（タリン〈サラ・マラクル・レイン〉）
- ハウンター（ロビー〈ピーター・ダグーニャ〉）
- ダーク・グラビティ（ジェシカ・サスキンド〈ミア・ノードストローム〉）
- 監視者たち（ハン・ヒョジュ〈ハ・ユンジュ〉）
- ハンガー・ゲーム2（孫娘）
- ホーンズ 容疑者と告白の角（グレンナ・ニコルスン〈ケリ・ガーナ―〉）
- プリティ・ワン たったひとつの恋とウソ。（ティモール）
- 誘拐の掟（リュドミラ・ランドー〈ダニエル・ローズ・ラッセル〉）
- 殺人魚獣 ヘビッシュ（サム〈メリッサ・コルデロ〉）
- ビッグ・アイズ（ジェーン）
- スティールワールド（メディエータ―〈クレイグ・ガーナー〉）
- シャークネード カテゴリー2（モーラ・ブロディ〈コートニー・バクスター〉）
- 私のオオカミ少年（スンジャ〈キム・ヒャンギ〉）
- AFFLICTED アフリクテッド（ディナ）
- ファイナル・デイ（アストリッド）
- スノークイーン 少女ゲルダと雪の女王（カイ）
- ブラフマン・ナーマン ～性春のファイナルアンサー～（アシュ〈シンドゥ・スリーニバサ・マーシー〉）
- ジェラルドのゲーム（若いジェシー）
- ピクセル（セイディ〈セイディ・サンドラー〉）

#### ドラマ
- 蒼のピアニスト（イナ）
- アフェア 情事の行方（ステイシー・ソロウェイ〈アビゲイン・ディラン・ハリソン〉）
- イニョプの道（タンジ〈チョン・ソミン〉）
- Empire 成功の代償 シーズン2（フリーダ）
- ウォーキング・デッド シーズン3（サシャ・ウィリアムズ〈ソネクア・マーティン＝グリーン〉、イーニッド）
- オースティン&アリー（トリッシュ〈少女時代〉）
- 王の顔（キム・カヒ〈チョ・ユニ〉）
- 王女ピョンガン 月が浮かぶ川（コンム〈ソン・ミンジュン〉、ウォル〈オ・アリン〉[13]）
- GIRLS/ガールズ（ローラ）
- 救命医ハンク セレブ診療ファイル（娘）
- キング 〜Two Hearts（少年ジェハ）
- GRIMM/グリム（カリ）
- CSI:科学捜査班（イーライ）
- CSI:ニューヨーク（ディー）
- 私立探偵マグナム（Dr.ノエラニ・クンハ〈キミー・バルミレオ〉）
- 青春越壁 (青春ウォルダム　呪われた王宮) (ハヨン王女 〈チョン・ダウン〉）
- その冬、風が吹く（ジョンミン）
- チェスター動物園をつくろう（フランキー）
- HAWAII FIVE-0（ノエラニ〈キミー・バルミレオ〉）
- フォーリング スカイズ（アレクシス〈幼少期〉）
- ブログ犬 スタン（リンジー〈ケイラ・メゾネ〉）
- ヘチ 王座への道（ヨジ〈コ・アラ〉[14]）
- マイノリティ・リポート（リコ・ヴェガ）
- ヤング・スーパーマン シーズン10（シャーロット）
- レボリューション（15歳のノーラ・クレイトン）

#### アニメ
- カーズ2
- サラとダックン（プリムローズ）
- アルティメット・スパイダーマン ウェブ・ウォーリアーズ
- トムとジェリーと迷子のドラゴン（幼いアテナ）
- ケイトとミンミン（リリー）
- しゅつどう!パジャマスク（アマヤ / アウレット〈アディソン・ホリー〉）
- スティンキーとダーティー（ダーティー〈ジェイコブ・グウェンザー〉）
- ミッフィーのぼうけん（バーバラ / 先生）

### ボイスオーバー
- 健康バラエティ ドクター・オズ・ショー
- ウォーキングwithダイナソー〜驚異の恐竜王国（BBC、レベッカ・ハンナ）

### その他コンテンツ
- VOMIC・銀河パトロール ジャコ（ボイスコミック / 亜月アン）
- Audible・老後に備えて異世界で8万枚の金貨を貯めます（オーディオブック / 朗読）

## ディスコグラフィ

### キャラクターソング
| 発売日         | 商品名                         | 歌 | 楽曲                               | 備考                                                   |
| -------------- | ------------------------------ | --- | ---------------------------------- | ------------------------------------------------------ |
| 2024年12月23日 | ありがとう、そしてこれからも。 | カズサ（夏吉ゆうこ）、キキョウ（小松未可子）、キサキ（相坂優歌）、コユキ（乾夏寧）、サオリ（石上静香）、シロコ＊テラー（小倉唯）、ヒナ（広橋涼）、ホシノ（花守ゆみり）、マリー（小澤亜李）、マリナ（平井祥恵）、ユウカ（春花らん） | 「ありがとう、そしてこれからも。」 | ゲーム『ブルーアーカイブ -Blue Archive-』4周年記念楽曲 |

### シリーズ一覧
1. ↑  第1期（2015年）、第2期『2』（2016年）
2. ↑  第1期（2015年）、第2期『THE LAST SONG』（2016年）
3. ↑  『北宇治高校吹奏楽部へようこそ』（2016年）[6]、『届けたいメロディ』（2017年）[7]